# Пугачов (місто)
Пугачо́в (рос. Пугачёв) до 1918 Нікола́євськ (Николаевск) — місто (з 1835) в Росії, муніципальне утворення зі статусом міського поселення у складі Пугачовського муніципального району Саратовської області, на території якого також розташовані органи місцевого самоврядування Пугачовського муніципального району.
Населення близько 40 тис. осіб

## Історія
Заснований в 1764 році старообрядцями, як слобода Мечетна. Слобода в ту пору була однією вулицею. За переписом 1765 року в ній значилося 264 душі чоловічої статі.
В 1772 році в слободі Мечетній виявився біглий козак Омелян Пугачов. Саме тут, дізнавшись від ігумена старообрядницького скиту старця Філарета про заворушення яїцьких козаків, Пугачов вирішив видати себе за царя Петра III.
На початку XIX століття населення на Іргизі настільки збільшилася, що імператорським указом від 18 грудня 1835 року було утворене у Заволзькій частині тодішньої Саратовської губернії три повіти — Миколаївський, Новоузенський і Царевський. Слобода Мечетна призначена була містом з новою назвою Ніколаєвськ. Урочисте відкриття нового повітового міста відбулося 9 травня (21 травня за новим стилем) 1836 року. 1 січня 1851 року Ніколаєвськ позначений повітовим містом новоутвореної Самарської губернії.
11 листопада 1918 року місто Ніколаєвськ з ініціативи В. І. Чапаєва було перейменоване на місто Пугачов на честь Пугачовської бригади, що воювала на боці більшовиків і захопила м. Ніколаєвськ в серпні 1918 року.
14 травня 1928 року Самарська губернія була скасована і місто Пугачов увійшло до складу, новоствореної Нижньо-Волзької області, яка проіснувала до 11 червня 1928 року.
Нижньо-Волзька область була перетворена на Нижньо-Волзький край, який проіснував до 10 січня 1934 року.
В 1928 — 1930 роках був центром Пугачовського округу, з 1930 року по теперішній час — центр Пугачовського району в адміністративно-територіальних утвореннях обласного рівня.
10 січня 1934 року Нижньо-Волзький край був перетворений на Саратовський край, a 5 грудня 1936 року — на Саратовську область, до складу якої і входить нині місто Пугачов.

## Економіка
Найбільш значущі промислові підприємства: борошномельний завод, хлібозавод, молочний завод, завод з видобутку і переробці нерудних будівельних матеріалів, дробильно-сортувальний завод.
Раніше в Пугачові на військовому аеродромі дислокувався навчальний вертолітний полк. У 2011 році полк розформований, персонал (800 осіб) звільнено.

## Пам'ятки
В місті є будинки, побудовані в кінці XIX століття: купецький особняк (нині будівля художньої школи), земство (нині будівля адміністрації), торговий дім братів Шмідт (1912), чоловіча гімназія (нині сільськогосподарський технікум).

## Відомі уродженці
- Толстой Олексій Миколайович — російський письменник, академік АН СРСР.

## Народні виступи (2013р.)
В ніч з 5 на 6 липня 2013 біля міського кафе в місті Пугачов сталася бійка між приїжджим 16-річним підлітком (етнічним чеченцем) і 20-річним місцевим жителем (російським), який від отриманої колото-різаної рани незабаром помер у лікарні. Вбивця був незабаром спійманий представниками чеченської молоді, проживаючими в Пугачові, які добре знали потерпілого, і переданий властям. Це злочин сколихнув населення міста. Увечері 7 липня на міській площі стався стихійний мітинг, учасники якого попрямували на північно-західний мікрорайон Пугачова, де проживають уродженці Чечні. В результаті зав'язалася масова бійка, в якій взяло участь кілька сотень людей. Наступного дня близько адміністрації Пугачевського району знову зібрався несанкціонований мітинг, на якому властям було виставлено вимогу виселити чеченців з міста. В той же день близько 350 людей перекрили міжрегіональну автотрасу Саратов-Самара.
У деяких ЗМІ та в інтернет-виданнях пройшли повідомлення і демонструвався ролик про введення військ і бронетехніки в Пугачов, проте ця інформація була незабаром спростована. 9 липня саратовські чиновники відрапортували, що ситуація в Пугачові нормалізувалася. Однак містяни знову зібралися на площі перед будівлею адміністрації, після чого прорвали міліцейське оточення і знову перекрили трасу.
Офіційна влада спростовує версію про міжнаціональний конфлікт, посилаючись на те, що обидва учасники конфлікту були в стані алкогольного сп'яніння на момент скоєння злочину, а також на те, що потерпілий перебував у дружбі з земляками злочинця, які проживають в Пугачові, проте місцеві жителі вважають інакше.
1. ↑  Пугачёв: история, достопримечательности и жизнь города. Знание.Вики (рос.). 31 січня 2025. Процитовано 1 березня 2025.